# Vicco (Kentucky)
Vicco és una població dels Estats Units a l'estat de Kentucky. Segons el cens del 2000 tenia 318 habitants.

## Demografia
Segons el cens del 2000, Vicco tenia 318 habitants, 132 habitatges, i 93 famílies. La densitat de població era de 159,5 habitants/km².
Dels 132 habitatges en un 28,8% hi vivien nens de menys de 18 anys, en un 49,2% hi vivien parelles casades, en un 16,7% dones solteres, i en un 29,5% no eren unitats familiars. En el 27,3% dels habitatges hi vivien persones soles el 7,6% de les quals corresponia a persones de 65 anys o més que vivien soles. El nombre mitjà de persones vivint en cada habitatge era de 2,41 i el nombre mitjà de persones que vivien en cada família era de 2,91.
Per edats la població es repartia de la següent manera: un 23,9% tenia menys de 18 anys, un 8,5% entre 18 i 24, un 27,7% entre 25 i 44, un 27,4% de 45 a 60 i un 12,6% 65 anys o més.
L'edat mediana era de 36 anys. Per cada 100 dones de 18 o més anys hi havia 87,6 homes.
La renda mediana per habitatge era de 13.235 $ i la renda mediana per família de 14.688 $. Els homes tenien una renda mediana de 31.875 $ mentre que les dones 22.500 $. La renda per capita de la població era de 10.325 $. Entorn del 42,4% de les famílies i el 39,5% de la població estaven per davall del llindar de pobresa.

## Poblacions més properes
El següent diagrama mostra les poblacions més properes.